# Звуци уз обалу
„Звуци уз обалу” је југословенски ТВ филм из 1963. године.

## Улоге
| Глумац              | Улога |
| ------------------- | ----- |
| Нада Кнежевић       |       |
| Ђорђе Марјановић    |       |
| Лола Новаковић      |       |
| Јован Радовановић   |       |
| Крста Петровић      |       |
| Небојша Данчевић    |       |
| Олга Јанчевецка     |       |
| Небојша Кунић       |       |
| Зарије Раковић      |       |
| Љубиша Стошић       |       |
| Милан Субота        |       |
| Бранислав Тодоровић |       |
| Милутин Васовић     |       |